# Elizabeth Kortright Monroe
Elizabeth Kortright Monroe, född 30 juni 1768 i New York, död 23 september 1830, var hustru till president James Monroe och första dam 1817-1825.

## Biografi
Elizabeth Kortright var dotter till en före detta kapten i brittiska armén. Vid 17 års ålder, den 17 februari 1786, gifte hon sig med den tio år äldre James Monroe. 
Hon var presidentfru 1817–1825 och efterträdde den populära Dolley Madison.
Hon var strikt och reserverad till sitt sätt och uppträdande. Hennes policy att begränsa presidentfamiljens sociala förpliktelser till att endast mottaga gäster och inte avlägga en mängd besök hos huvudstadens värdinnor (vilket hennes företrädare gjort), väckte först stort missnöje, men är nuförtiden allmän regel. Hon vägrade också att göra Vita husets första bröllop, då den yngsta av parets två döttrar, Maria, gifte sig den 9 mars 1820 med Samuel L. Gouverneur, till en offentlig ceremoni, utan bjöd endast in släktingar och nära vänner.
Monroe avled 1830 på sin makes plantage, Oak Hill; hon ligger begravd i Richmond i Virginia.